# دان دفور
دان دفور (انگلیسی: Don DeFore; ۲۵ اوت ۱۹۱۳ – ۲۲ دسامبر ۱۹۹۳) بازیگر سینما اهل ایالات متحده آمریکا بود.
از فیلم‌ها یا برنامه‌های تلویزیونی که وی در آن نقش داشته است می‌توان به زمانی برای عشق ورزیدن و زمانی برای مردن، سی ثانیه بر فراز توکیو، مردی به نام جو، دوست من ایرما، حیوان نر اشاره کرد.